# Kia Forum
Das Kia Forum ist eine Mehrzweckhalle in der US-amerikanischen Stadt Inglewood, Los Angeles County, im Bundesstaat Kalifornien.

## Geschichte
Die Halle wurde zwischen Mitte 1966 und Ende 1967 im Auftrag von Jack Kent Cooke, dem damaligen Besitzer der Los Angeles Lakers aus der National Basketball Association (NBA) und Gründer der Los Angeles Kings aus der National Hockey League (NHL) errichtet.
Am 10. September 1973 fand im Forum Muhammad Alis Revanchekampf im Rahmen der Meisterschaft der North American Boxing Federation (NABF) gegen Ken Norton statt, Ali gewann in diesem Kampf über 12 Runden nach Punkten.
The Forum war von 1967 bis 1999 die Heimspielstätte der Los Angeles Lakers und der Los Angeles Kings. 1979 verkaufte Cooke das Forum gemeinsam mit beiden Franchises an Jerry Buss. In den 1980er Jahren holten die Lakers fünfmal den Titel der NBA im Forum. Bei den Olympischen Sommerspielen 1984 in Los Angeles wurden hier die Basketballspiele ausgetragen.
Neben Eishockey und Basketball spielten auch verschiedene Hallenfußballmannschaften im Forum. 1999 wurde in Los Angeles das moderne Staples Center eröffnet. Sowohl die Lakers als auch die Kings verlegten ihre Heimstätte dorthin. Seit 2016 wird südlich angrenzend an das Forum das neue SoFi Stadium errichtet, welches ab der Saison 2020 die neue Heimspielstätte der NFL-Franchises der Los Angeles Rams und der Los Angeles Chargers werden soll, die unter anderem wegen dieses Stadions ihren Sitz nach Los Angeles verlegten.
2012 wurde das Forum für 23,5 Mio. US-Dollar durch die Betreiberfirma des Madison Square Garden (MSG) erworben, die aus den beiden Sparten MSG Entertainment und MSG Sports besteht. Die Sparte MSG Sports ist zugleich Besitzer der NBA-Franchise der New York Knicks und der NHL-Franchise der New York Rangers. Von 2012 bis 2014 wurde die veraltete Halle für 76,5 Mio. US-Dollar umfangreich renoviert. Die Arena wurde u. a. erstmals mit V.I.P.-Logen ausgestattet. Zur Wiedereröffnung Anfang 2014 gaben die Eagles vom 15. bis 27. Januar sieben Konzerte während ihrer Tournee History of the Eagles.
Am 24. September 2014 wurde The Forum in Inglewood als Baudenkmal in das National Register of Historic Places aufgenommen.
2019 kam es zu einer Kontroverse, bei der die MSG Entertainment die Stadt Inglewood sowie die Los Angeles Clippers verklagte, da in unmittelbarer Nähe zum neuen SoFi Stadium der Intuit Dome als Heimspielstätte der Clippers errichtet werden soll, welche auch die Leitung der NBA befürwortet wird.
Im März 2020 kaufte Steve Ballmer, ehemaliger CEO von Microsoft und Besitzer der Clippers, The Forum. Nach langen Verhandlungen einigten sich Ballmer und MSG auf den Verkauf. Der Kaufpreis lag bei 400 Mio. US-Dollar (rund 365 Mio. Euro). The Forum wird weiterhin Schauplatz von Konzerten und Unterhaltungsveranstaltungen sein. Damit sind alle Rechtsstreitigkeiten beseitigt und die Los Angeles Clippers können die Planungen für den Neubau fortsetzen.
Die Arena ist als Austragungsort der Wettbewerbe im Turnen, Rhythmische Sportgymnastik und Trampolinturnen der Olympischen Sommerspiele 2028 in Los Angeles vorgesehen.

## Name
Von der Eröffnung bis in das Jahr 1988 hieß die Veranstaltungshalle The Forum. 1988 vereinbarte Besitzer Buss mit der Bank Great Western Savings & Loan einen Sponsoringvertrag über den Namen Great Western Forum. Dieser Vertrag endete 2003. Von 2004 bis 2012 erhielt sie ihren alten Namen zurück. Mit der Modernisierung von 2012 bis 2014 bekam die Veranstaltungshalle mit The Forum, presented by Chase durch die Chase Manhattan Bank auch einen neuen Namen. Anfang April 2022 wurde bekannt, dass das Forum durch einen Sponsorenvertrag mit der US-amerikanischen Abteilung des südkoreanischen Automobilherstellers Kia Motors, Kia America, fortan den offiziellen Namen Kia Forum tragen wird. Kia America wird auch offizieller Automobilpartner des Forum. Darüber hinaus will Kia Ladestationen für Elektroautos auf den Parkplätzen installieren.

## Konzerte
Das Forum ist eine der meistgenutzten Konzertarenen der Welt. Dies änderte sich auch nicht mit der Eröffnung des Staples Center. Auch mit dem neuen Besitzer Steve Ballmer und dem Bau des Intuit Dome wird es weiter hauptsächlich als Konzerthalle dienen. Hier traten seit der Eröffnung eine Vielzahl an Künstlerinnen, Künstlern und Bands wie u. a. Queen, B. B. King, Aerosmith, Cat Stevens, The Rolling Stones, Elvis Presley, Phil Collins, die Bee Gees, Neil Diamond, Janet Jackson, die Eagles, die Scorpions, Rod Stewart, David Bowie, John Denver, Status Quo, Albert Hammond, Suzi Quatro, Barbra Streisand, Bob Dylan & The Band, Joe Cocker, Alice Cooper, Cream, Elton John, Creedence Clearwater Revival, Jimi Hendrix, Eric Clapton, The Who, The Beach Boys, Joan Baez, Bachman-Turner Overdrive, Frank Zappa, Journey, David Gilmour, Mahalia Jackson, ZZ Top, James Brown, Skid Row, The Jackson Five, Grateful Dead, The Doors, Depeche Mode, die Wings, Iron Maiden, Led Zeppelin, The Temptations, Herb Alpert & The Tijuana Brass, Iron Butterfly, Black Sabbath, Madonna, Santana, George Harrison & Ravi Shankar, Hall & Oates, The Moody Blues, Grand Funk Railroad, Tony Bennett, Ike & Tina Turner, Peter Gabriel, Van Halen, Prince, Aretha Franklin, die Foo Fighters, Tom Jones, Crosby, Stills, Nash & Young, Earth, Wind and Fire, Johnny Cash, die Jeff Healey Band, Steppenwolf, Jefferson Airplane, Roy Orbison, Dionne Warwick, die Red Hot Chili Peppers, Tom Petty & the Heartbreakers, Chicago, Garth Brooks, Thin Lizzy, Little Richard, Kenny Rogers, Jerry Lee Lewis, Lynyrd Skynyrd, The Four Tops, Styx, Peter Frampton, Bob Seger & The Silver Bullet Band, Donovan, Jethro Tull, Def Leppard, Stevie Wonder, Green Day, José Feliciano, die Steve Miller Band, Electric Light Orchestra, MC Hammer, Korn, KISS, Rush, The Doobie Brothers, Yes, Herbie Hancock, Ten Years After, Fleetwood Mac, Smokey Robinson & the Miracles, Sheila E., Ariana Grande, Slayer, Harry Styles, The Supremes, Ghost und die Deftones auf.
Die schwedische Band Ghost nahm im Kia Forum ihren Konzertfilm Rite Here Rite Now auf.